# Pyrenoid

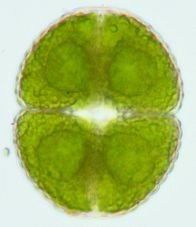
Die Zieralge Cosmarium ochthodes mit vier runden Pyrenoiden

Das Pyrenoid ist eine räumlich begrenzte, lichtmikroskopisch oft gut erkennbare Struktur in Plastiden von verschiedenen Algengruppen und Hornmoosen, die hauptsächlich aus parakristalliner RuBisCO besteht, dem Schlüsselenzym der Photosynthese. Da RuBisCO anstelle von Kohlenstoffdioxid auch in hohem Maße unerwünschterweise Sauerstoff in das Ribulose-1,5-bisphosphat einbaut (Photorespiration), haben die Organismen verschiedene Mechanismen zur Kohlenstoffdioxidanreicherung entwickelt, um die Effizienz der Photosynthese zu steigern. Algen reichern Kohlenstoffdioxid lokal im Pyrenoid an, während vaskuläre Pflanzen den C4- oder CAM-Mechanismus entwickelt haben. Das Pyrenoid ist damit ein funktionelles Analogon der Carboxysomen in Cyanobakterien.
Das Pyrenoid dient auch der Ablagerung von Reservestoffen. Beispielsweise bilden sich bei den Grünalgen die Stärkekörner um das Pyrenoid herum.